# Drei Farben (Mainz)
Koordinaten: 50° N, 8° O

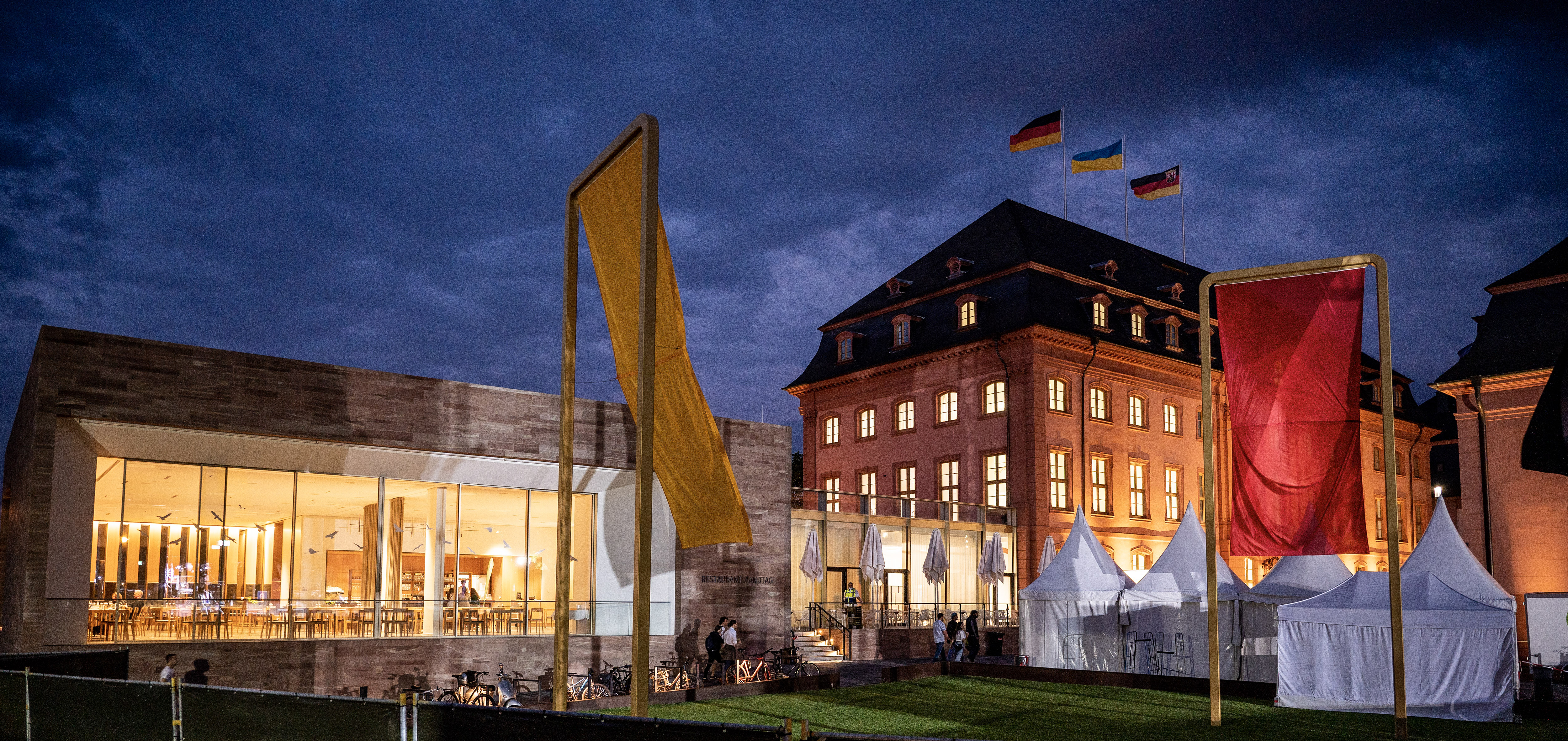
Die Nachtaufnahme. Im Hintergrund erkennt man den rheinland-pfälzischen Landtag.

Die Drei Farben vor dem Landtag Rheinland-Pfalz in Mainz ist ein Kunstwerk, das vom Berliner Künstler Michael Sailstorfer entworfen und erbaut wurde. Das Kunstwerks bezweckt, die Demokratie den Bürgern und Besuchern näher zu bringen und sie begehbar erleben zu lassen. Außerdem sollen an das Hambacher Fest 1832 erinnert werden.

## Geschichte
Die Entwürfe des Künstlers Michael Sailstorfer aus Berlin stammen aus einem Architektenwettbewerb aus dem September 2018. Über 170 Künstler aus ganz Europa hatten sich für diesen ausgeschriebenen Wettbewerb beworben. Die Anlass dieser Planung war die Sanierung des Mainzer Deutschhauses zwischen 2015 und 2021.

## Beschreibung
Aufgebaut sind die Fahnentücher des Kunstwerks in den Farben Schwarz-Rot-Gold, der Flagge der Bundesrepublik Deutschland. Die Farben der Flagge sind allerdings getrennt, in dem diese aus drei Masten bestehen.
Alle drei Fahnenmasten haben ein Viereckprofil im Durchmesser von 18 × 18 × 12,5 cm und alle Masten sind 9,44 Meter hoch sowie 3,36 Meter breit.
Die Fahnentücher haben einen Größe von 600 × 272 cm. Sie sind reißfest sowie auch witterungsbeständig und haben aufgrund eines niedrigen Flächengewichts ein besonderes Wehverhalten. Die Fahnentücher sind in der Mitte befestigt.
Für das Projekt wurden von der Staatskanzlei Rheinland-Pfalz insgesamt 228.000 Euro zur Verfügung gestellt.